# 阿克林岛

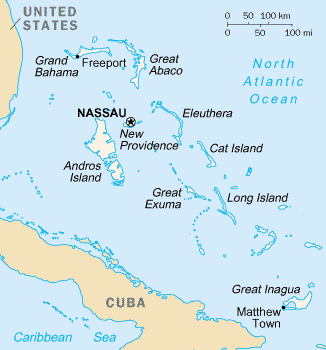

阿克林岛（Acklins Island）是巴哈马的一个岛屿，也是巴哈马的一个区。阿克林岛与克鲁克德岛毗邻，与马亚瓜纳岛隔马亚瓜纳海峡相望。该岛总面积497平方公里。总人口459，人口密度0.92人/km2。
岛上城镇有斯普林波因特、斯纳格科纳等。 阿克林歪群岛位于拿骚东南约239公里。